# 吉田伊吹
吉田 伊吹（よしだ いぶき、1997年11月1日 - ）は、宮城県仙台市青葉区出身のプロサッカー選手。Jリーグ・ガイナーレ鳥取所属。ポジションはフォワード(FW)。

## 経歴
ベガルタ仙台アカデミー出身で、2019年8月に産業能率大学からAC長野パルセイロへの2020年シーズン加入内定が発表。そして2019年のAC長野パルセイロの特別指定選手として登録された。
2021年、ブラウブリッツ秋田に完全移籍、試合開始直後の得点が二回あった。2022年には、5得点を挙げチーム得点王となる。
2025年、ガイナーレ鳥取へ移籍。

## 所属クラブ
- 仙台スポーツシューレFC (仙台市立川前小学校)
- ベガルタ仙台ジュニアユース(仙台市立大沢中学校)
- ベガルタ仙台ユース (宮城県宮城広瀬高等学校)
- 産業能率大学
  - 2019年8月 - 12月 AC長野パルセイロ(特別指定選手)
- 2020年  AC長野パルセイロ
- 2021年 - 2024年  ブラウブリッツ秋田
- 2025年  ガイナーレ鳥取

## 個人成績
| 国内大会個人成績 | 国内大会個人成績 | 国内大会個人成績 | 国内大会個人成績 | 国内大会個人成績 | 国内大会個人成績 | 国内大会個人成績 | 国内大会個人成績 | 国内大会個人成績 | 国内大会個人成績 | 国内大会個人成績 | 国内大会個人成績 |
| 年度             | クラブ           | 背番号           | リーグ           | リーグ戦         | リーグ戦         | リーグ杯         | リーグ杯         | オープン杯       | オープン杯       | 期間通算         | 期間通算         |
| 年度             | クラブ           | 背番号           | リーグ           | 出場             | 得点             | 出場             | 得点             | 出場             | 得点             | 出場             | 得点             |
| 日本             | 日本             | 日本             | 日本             | リーグ戦         | リーグ戦         | リーグ杯         | リーグ杯         | 天皇杯           | 天皇杯           | 期間通算         | 期間通算         |
| ---------------- | ---------------- | ---------------- | ---------------- | ---------------- | ---------------- | ---------------- | ---------------- | ---------------- | ---------------- | ---------------- | ---------------- |
| 2020             | 長野             | 22               | J3               | 27               | 6                | -                | -                | -                | -                | 27               | 6                |
| 2021             | 秋田             | 18               | J2               | 24               | 3                | -                | -                | 1                | 0                | 25               | 3                |
| 2022             | 秋田             | 18               | J2               | 38               | 5                | -                | -                | 1                | 0                | 39               | 5                |
| 2023             | 秋田             | 18               | J2               | 13               | 1                | -                | -                | 1                | 1                | 14               | 2                |
| 2024             | 秋田             | 18               | J2               | 16               | 1                | 1                | 0                | 0                | 0                | 17               | 1                |
| 2025             | 鳥取             | 22               | J3               |                  |                  |                  |                  |                  |                  |                  |                  |
| 通算             | 日本             | 日本             | J2               | 91               | 10               | 1                | 0                | 3                | 1                | 95               | 11               |
| 通算             | 日本             | 日本             | J3               | 27               | 6                | 0                | 0                | -                | -                | 27               | 6                |
| 総通算           | 総通算           | 総通算           | 総通算           | 118              | 16               | 1                | 0                | 3                | 1                | 122              | 17               |

- Jリーグ初出場:2020年6月28日 J3第1節 カターレ富山戦(富山県総合運動公園陸上競技場)[8]
- Jリーグ初得点:2020年8月16日 J3第10節 いわてグルージャ盛岡戦(いわぎんスタジアム)[9]

## 人物・エピソード
- 筋肉トレーニングのメニューでは、懸垂が好きである[10]。
- 祖父が、元秋田ノーザンハピネッツヘッドコーチ中村和雄と芝浦工業大学で一緒にプレーしていた[11]。